# Landricourt (Marne)
Landricourt és un municipi francès, situat al departament del Marne i a la regió del Gran Est. L'any 2007 tenia 148 habitants.

## Demografia

### Població
El 2007 la població de fet de Landricourt era de 148 persones. Hi havia 56 famílies, de les quals 12 eren unipersonals (4 homes vivint sols i 8 dones vivint soles), 20 parelles sense fills i 24 parelles amb fills.
La població ha evolucionat segons el següent gràfic:
Habitants censats

### Habitatges
El 2007 hi havia 66 habitatges, 60 eren l'habitatge principal de la família, 3 eren segones residències i 3 estaven desocupats. 65 eren cases i 1 era un apartament. Dels 60 habitatges principals, 50 estaven ocupats pels seus propietaris i 10 estaven llogats i ocupats pels llogaters; 1 tenia dues cambres, 6 en tenien tres, 18 en tenien quatre i 35 en tenien cinc o més. 48 habitatges disposaven pel capbaix d'una plaça de pàrquing. A 24 habitatges hi havia un automòbil i a 31 n'hi havia dos o més.

### Piràmide de població
La piràmide de població per edats i sexe el 2009 era:
| Homes | Edats   | Dones |
| ----- | ------- | ----- |
| 0     | 95 o +  | 0     |
| 0     | 90 a 94 | 0     |
| 0     | 85 a 89 | 0     |
| 0     | 80 a 84 | 0     |
| 4     | 75 a 79 | 0     |
| 0     | 70 a 74 | 4     |
| 8     | 65 a 69 | 8     |
| 4     | 60 a 64 | 4     |
| 4     | 55 a 59 | 4     |
| 4     | 50 a 54 | 8     |
| 4     | 45 a 49 | 12    |
| 12    | 40 a 44 | 8     |
| 4     | 35 a 39 | 4     |
| 0     | 30 a 34 | 4     |
| 12    | 25 a 29 | 4     |
| 12    | 20 a 24 | 0     |
| 8     | 15 a 19 | 4     |
| 12    | 10 a 14 | 4     |
| 4     | 5 a 9   | 8     |
| 4     | 0 a 4   | 0     |

## Economia
El 2007 la població en edat de treballar era de 99 persones, 80 eren actives i 19 eren inactives. De les 80 persones actives 73 estaven ocupades (43 homes i 30 dones) i 7 estaven aturades (4 homes i 3 dones). De les 19 persones inactives 5 estaven jubilades, 3 estaven estudiant i 11 estaven classificades com a «altres inactius».

### Ingressos
El 2009 a Landricourt hi havia 59 unitats fiscals que integraven 152 persones, la mediana anual d'ingressos fiscals per persona era de 19.743 €.

### Activitats econòmiques
Dels 8 establiments que hi havia el 2007, 1 era d'una empresa extractiva, 1 d'una empresa de fabricació d'altres productes industrials, 2 d'empreses de construcció, 1 d'una empresa de comerç i reparació d'automòbils, 1 d'una empresa de transport i 2 d'empreses classificades com a «altres activitats de serveis».
L'únic servei als particulars que hi havia el 2009 era una lampisteria.
L'únic establiment comercial que hi havia el 2009 era una floristeria.

## Equipaments sanitaris i escolars
El 2009 hi havia una escola elemental integrada dins d'un grup escolar amb les comunes properes formant una escola dispersa.

## Poblacions més properes
El següent diagrama mostra les poblacions més properes.